# Pietro Locatelli
Pietro Antonio Locatelli (n. 3 septembrie 1695, Bergamo, Republica Veneția – d. 30 martie 1764, Amsterdam, Comitatul Olanda, Provinciile Unite) a fost un compozitor și violonist italian, un reprezentant de seamă al barocului târziu.

## Biografie
Locatelli s-a născut în Bergamo, Italia. Un copil-minune al viorii, a mers la Roma unde a studiat sub îndrumarea lui Arcangelo Corelli. Puține informații se cunosc despre viața lui Locatelli după terminarea studiilor, in afara că s-a stabilit la Amsterdam în 1729, unde a trăit până la sfârșitul vieții sale.

## Lucrări
Compozițiile lui Locatelli sunt în principal pentru vioară, instrument la care era considerat un virtuoz.
Cea mai importantă compoziție a sa este L'arte del violino, Opus 3. Tipărită la Amsterdam în 1733, a fost una dintre cele mai importante publicații muzicale din prima jumătate a secolului al XVIII-lea. Este o colecție de 12 concerte pentru vioară solo, coarde și basso continuo cu un "capriciu" pentru vioară fără acompaniament introdusă în prima și ultima parte a fiecărui concert cu rol de cadență.
Locatelli a compus și sonate pentru vioară, o sonată pentru violoncel, sonate trio, concerti grossi și un set de sonate pentru flaut (Opus 2). În primele sale lucrări se observă influența lui Corelli, în vreme ce în lucrările sale târzii a asimilat stilul lui Antonio Vivaldi.

## Listă de lucrări publicate
- Opus 1 (1721): 12 concerti grossi
- Opus 2 (1732): 12 sonate pentru flaut
- Opus 3 (1733): L'arte del violino - 12 concerte pentru vioară
- Opus 4 (1735): 6 Introduttione teatrale și 6 concerti grossi
- Opus 5 (1736): 6 sonate trio
- Opus 6 (1737): 12 sonate pentru vioară
- Opus 7 (1741): 6 concerti a quatro
- Opus 8 (1744): 10 sonate trio